# Matthew Neaves
Matthew „Matt“ Neaves (* 21. Juni 2000 in Mississauga, Ontario) ist ein kanadischer Volleyballspieler.

## Karriere
Neaves begann seine Karriere an der Bowness High School. Von 2018 bis 2023 studierte er an der University of British Columbia und spielte in der Universitätsmannschaft Thunderbirds. 2019 nahm er mit den kanadischen Junioren an der U21-Weltmeisterschaft in Manama teil. Nach seinem Studium wechselte der Diagonalangreifer zum spanischen Erstligisten Unicaja Almería. 2024 wurde Neaves vom deutschen Bundesligisten SWD Powervolleys Düren verpflichtet. Im DVV-Pokal 2024/25 unterlagen die Dürener mit 2:3 im Finale gegen die Berlin Recycling Volleys. Anschließend mussten sie sich in den Bundesliga-Playoffs bereits im Viertelfinale gegen den VfB Friedrichshafen geschlagen geben. Anschließend wechselte Neaves zum japanischen Verein VC Nagano.